# Бонго (антилопа)
Куду бо́нго, бонго (Tragelaphus euryceros) — парнокопитна тварина з групи антилоп, вид роду Куду (Tragelaphus) родини бикові (Bovidae).

## Поширення
Ендемік Африки.
Поширена від Сьєрра-Леоне на схід до Кенії та північної частини Танзанії. 

## Морфологія
Висота в холці становить 100—130 см. Маса тіла становить приблизно 300 кг. Має роги довжиною до 1 м. Смугастий окрас допомагає ховатись в лісі. 

## Біологія
Мешкає наодинці або парами в лісах, часто в гірських. Харчується листками дерев, травою. Веде прихований спосіб життя. Головний ворог — пантера, який засідає на тропах. Досить рідкісний вид, який потребує охорони.

## Розподіл і середовище проживання
Бонго поширюється в густих тропічних джунглях з густим підлісками до висоти 4000 метрів (12 800 футів) у Центральній Африці, в ізольованих популяціях у Кенії, та в таких країнах Західної Африки:
Ангола, Бенін [регіонально вимерли(під питанням)], Буркіна-Фасо, Камерун, Центральноафриканська Республіка, Республіка Конго, Демократична Республіка Конго, Кот-д'Івуар, Екваторіальна Гвінея, Ефіопія, Габон, Гана, Гвінея, Гвінея-Бісау, Кенія (тільки місце, де східні бонго зустрічаються в дикій природі), Ліберія, Малі, Нігер, Сьєрра-Леоне, Судан, Того [регіонально вимерли(під питанням)] і Уганда [регіонально вимерлі] (IUCN, за 2002).
Історично склалося так, що бонги поширювалися в трьох роз'єднаних частинах Африки: Східна, Центральна та Західна. Нині діапазони всіх трьох популяцій скоротилися в розмірі через втрату середовища проживання для сільського господарства і неконтрольованого різання, а також полювання на м'ясо.